# Battaglia di Nancy (1944)
La battaglia di Nancy, nel settembre 1944, fu uno scontro armato durato dieci giorni, sul fronte occidentale della seconda guerra mondiale. Durante la battaglia, le truppe della 3ª Armata statunitense sconfissero le forze tedesche a difesa di Nancy e attraversarono il fiume Mosella, a nord e a sud della città francese.

## Visione generale
Quando la 3ª Armata cominciò le operazioni per catturare Nancy, aveva solo recentemente ricevuto i rifornimenti di carburante dopo essere rimasti fermi per cinque giorni sul fiume Mosa. In questi cinque giorni, i tedeschi nell'area ebbero il tempo di rinforzare le loro posizioni.
Mentre al XXX Corpo d'Armata statunitense, a nord, era stato dato il compito di prendere Metz, Nancy, l'altra maggiore città della regione, fu l'obiettivo del XII Corpo d'Armata. Quando il Corpo d'Armata cominciò l'avanzata non aveva a disposizione il massimo delle sue forze operative, dato che la 35ª Divisione di Fanteria erano ancora a guardia del fianco sud delle forze alleate, dove rimasero fino all'arrivo della 7ª Armata. Quest'attesa lasciarono a disposizione solo la 4ª Divisione Corazzata e l'80ª Divisione di Fanteria.

## Ordine di battaglia

### Stati Uniti
XII Corpo d'Armata - Generale Manton S. Eddy
- 4ª Divisione Corazzata - Generale John S. Wood
  - Combat Command A
  - Combat Command B
  - Combat Command R
- 35ª Divisione di Fanteria - Generale Paul W. Baade
  - 134º Reggimento di Fanteria
  - 137º Reggimento di Fanteria
  - 320º Reggimento di Fanteria
- 80ª Divisione di Fanteria - Generale Horace L. McBride
  - 317º Reggimento di Fanteria
  - 318º Reggimento di Fanteria
  - 319º Reggimento di Fanteria

### Germania
XXXXVII. Panzerkorps - Generale Heinrich Freiherr von Lüttwitz
- 3. Panzergrenadier-Division - Generale Hans Hecker
  - 8. Panzergrenadier-Regiment
  - 29. Panzergrenadier-Regiment
- 553. Grenadier-Division - (in seguito, Volksgrenadierdivision) - Generale Johannes Bruhn
  - 1119. Grenadier-Regiment
  - 1120. Grenadier-Regiment
  - 1121. Grenadier-Regiment
- 104. Panzergrenadier-Regiment (distaccata dalla 15. Panzergrenadier-Division)
- Fallschirm-Jäger-Ersatz-und Ausbildungs - 3. Regiment (reggimento riorganizzato e addestrato come unità paracadutista)
- 92. Flieger-Regiment (reggimento contraereo della Luftwaffe ad hoc, più altre truppe di terra)

## La testa di ponte dell'80ª Divisione

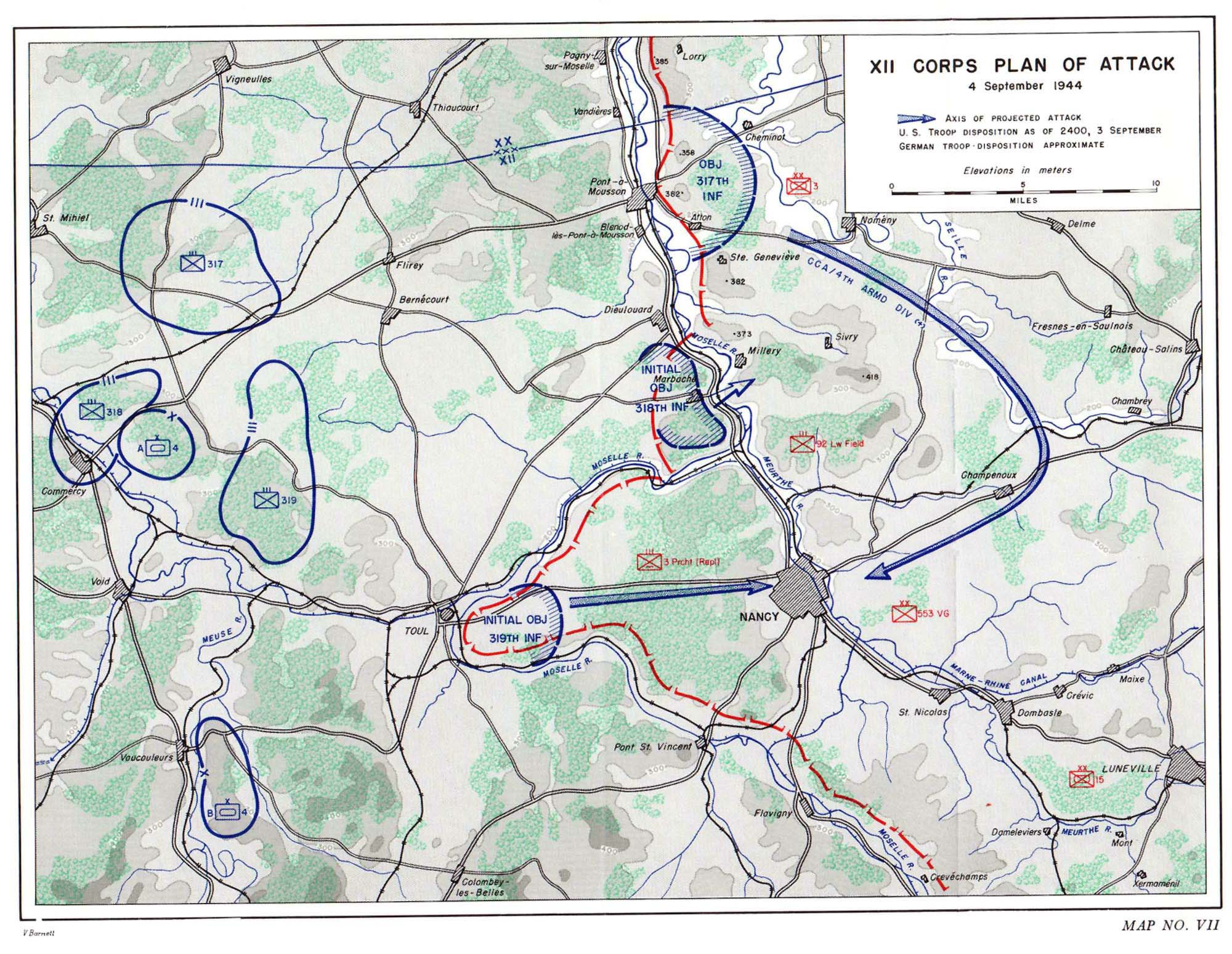
Piani d'assalto iniziali per Nancy

A causa delle difficoltà dovute al terreno e alla mancanza di informazione sulle forze nemiche, fu deciso, per non rischiare troppo, che la 4ª Divisione Corazzata fu inviata a catturare un ponte sulla Mosella, presso Commercy.
L'80ª Divisione fu inviata a rendere sicuri tre siti d'attraversamento del fiume: il 317º Reggimento a Pont-à-Mousson, il 319º a Toul e il 318º Reggimento a Marbache. A questo punto, la 4ª Divisione Corazzata avrebbe attraversato la Mosella presso Pont-à-Mousson, aggirando la città e attaccandola da est mentre la fanteria appostata a Toul avrebbe attaccato da ovest.
A Pont-à-Mousson, il 317º Reggimento si avvicinò dopo una serie di ricognizioni e bombardamenti d'artiglieria preliminari, sperando di poter usare comunque l'effetto sorpresa. Questa si rivelò vana, infatti i tedeschi erano in forze e meglio preparati di quanto pensassero gli americani e avevano il controllo dei punti d'osservazione da cui potevano osservare le manovre nemiche. Gli americani fecero due tentativi: uno alla luce del giorno e l'altro con l'oscurità della notte ma entrambi furono respinti facilmente, costringendo il generale Eddy a richiamare le truppe.
Scontrandosi con il 92. Luftwaffe-Regiment nei pressi di Marbache, il 318º Reggimento trovò difficoltà a combattere nei boschi quando tentò di conquistare il rilievo nella zona assegnata a loro. Dopo una battaglia di due giorni, gli americani riuscirono a impossessarsi della collina ma, ben presto, un contrattacco tedesco li costrinse a ritirarsi.
A Toul, gli americani ebbero più successo, conquistando l'altra sponda della Mosella ma l'avanzata durò poco perché il 3º Reggimento Paracadutista tedesco si riorganizzò in una line difensiva di circa 16 km, fiancheggiata da due forti, in grado di fermare un ulteriore tentativo di avanzata americana.

## La riorganizzazione americana
Nonostante i tentativi iniziali fallirono, entro il 7 settembre il favore girò verso gli americani. Con il sopraggiungere della 7ª Armata da sud e il ricongiungimento del XV Corpo d'Armata con la 3ª Armata a guardia del fianco meridionale, la 35ª Divisione di Fanteria divenne utilizzabile sul fronte di Nancy.
Dopo il primo fallimento, fu ideato un nuovo piano che prevedeva un attacco a nord della 80ª Divisione e un altro attacco, a sud, della 35ª Divisione con il Combat Command B (CCB) della 4ª Divisione Corazzata, mentre il CCA sarebbe rimasto in riserva. Il nuovo piano doveva avere inizio l'11 settembre.

### La testa di ponte di Dieulouard
Dopo aver in precedenza ottenuto scarsi risultati, maggiori tentativi furono fatti per effettuare manovre coordinate e meglio supportate, cercando di accerchiare i tedeschi a Nancy. Dieulouard, circa 6 km a sud di Pont-à-Mousson, fu scelto come luogo dove cominciare la manovra di accerchiamento da nord. Il nuovo piano prevedeva che il 317º Reggimento attraversasse per primo il Mosella e rendesse sicura una testa di ponte sulla sponda opposta; il 318º Reggimento lo avrebbe subito seguito e avrebbe catturato la collina Mousson, a nord. Inoltre sarebbe stato installato un ponte per permettere al CCA di catturare Château-Salins, un importante centro ferroviario della regione. Il 319º Reggimento era ancora impegnato negli scontri a Toul perciò non sarebbe stato impiegato in questo assalto.
A causa delle formidabili difese posizionate dai tedeschi, fu richiesto un supporto extra. Il 10 settembre, il IX Bomber Command statunitense distrusse un ponte a Custines per impedire che i tedeschi chiamassero rinforzi da Nancy e la sera successiva i bombardieri colpirono la collina Mousson. Inoltre il fuoco d'artiglieria e gli attacchi aerei furono concentrati su Pont-à-Mousson.
La fanteria attraversò il fiume il 12 settembre ed incontrò una debole resistenza. L'avanzata fu così rapida che il CCA riuscì ad attraversare il Mosella il giorno stesso. La ragione di questo successo fu che gli americani attaccarono dove si incontravano i fianchi di due divisioni tedesche, la 3. Panzergrenadierdivision e la 553. Volksgrenadierdivision, e quindi dove il fronte era più debole. Inoltre la maggior parte delle riserve erano state inviate più a nord, per contrastare il XX Corpo d'Armata americano.
Il contrattacco tedesco per distruggere il ponte ebbe inizio alle ore 01:00 del 13 settembre ed ebbe un iniziale successo, quando truppe del 29. Panzergrenadier-Regiment costrinse alla ritirata le truppe americane, spingendole fino al ponte stesso. Un comandante di battaglione americano riunì truppe di fanteria e di unità corazzate del 702º Battaglione Carri per fermare i tedeschi a le Pont de Mons. L'unità CCA inviò una ricognizione di carri e jeep fino alla testa di ponte, alle 06:15, raggiungendo i sobborghi di Sainte-Geneviève ma fu costretta a fermarsi a causa dell'artiglieria anticarro tedesca. Con il calare della notte, i tedeschi cominciarono a ritirarsi a nord e a est, seguiti dall'80ª Divisione e dal CCA. Il 37º Battaglione Carri del CCA si diresse rapidamente verso sud-est, rimuovendo i blocchi stradali tedeschi e facendo anche dei prigionieri. A sera, la testa di ponte fu considerata sicura, permettendo a tutto il CCA di attraversare il fiume e dirigersi verso Château-Salins.
Il giorno seguente i tedeschi contrattaccarono ancora dalle colline circostanti ma tutti gli assalti furono respinti dall'80ª Divisione, con l'aiuto di supporti inviati dal CCA.

### La testa di ponte a Flavigny e Bayon
Il 10 settembre, con la preparazione della 35ª Divisione all'assalto, venne scoperto che il ponte aFlavigny-sur-Moselle era stato minato ma era ancora intatto. A un battaglione del 134º Reggimento di Fanteria fu dato ordine di assaltare il ponte, il quale venne catturato ma, a causa del fallimento americano di far giungere i rinforzi, l'artiglieria tedesca riuscì a distruggerlo e il battaglione fu poi decimato da un contrattacco dei tedeschi stessi. Queste perdite convinsero il comando a non usare il 134º Reggimento in altre azioni d'assalto e fu inviato a proteggere il fianco sinistro della Divisione, a Pont-Saint-Vincent. Nella zona, il reggimento si posizionò in un forte francese dove venne attaccato dai tedeschi che furono respinti dall'artiglieria e da alcuni rinforzi.
Il CCB riuscì ad attraversare il fiume a Bainville-aux-Miroirs e vicino Bayon. Vicino quest'ultima località, di notte, fu posizionato un ponte dove far attraversare unità corazzate; i tedeschi contrattaccarono ma le loro forze furono distrutte dopo essere stati circondati dagli americani.
Il 137º Reggimento di Fanteria riuscì a rendere sicura una testa di ponte a Crévéchamps, dopo aver fatto credere che inizialmente avrebbero attaccato più a e dopo mezz'ora di bombardamento d'artiglieria. In poco tempo i soldati si ritrovarono bloccati dalla resistenza tedesca ma riuscirono comunque a respingere il nemico, indebolito dalla sconfitta a Bayon.

## L'accerchiamento di Nancy

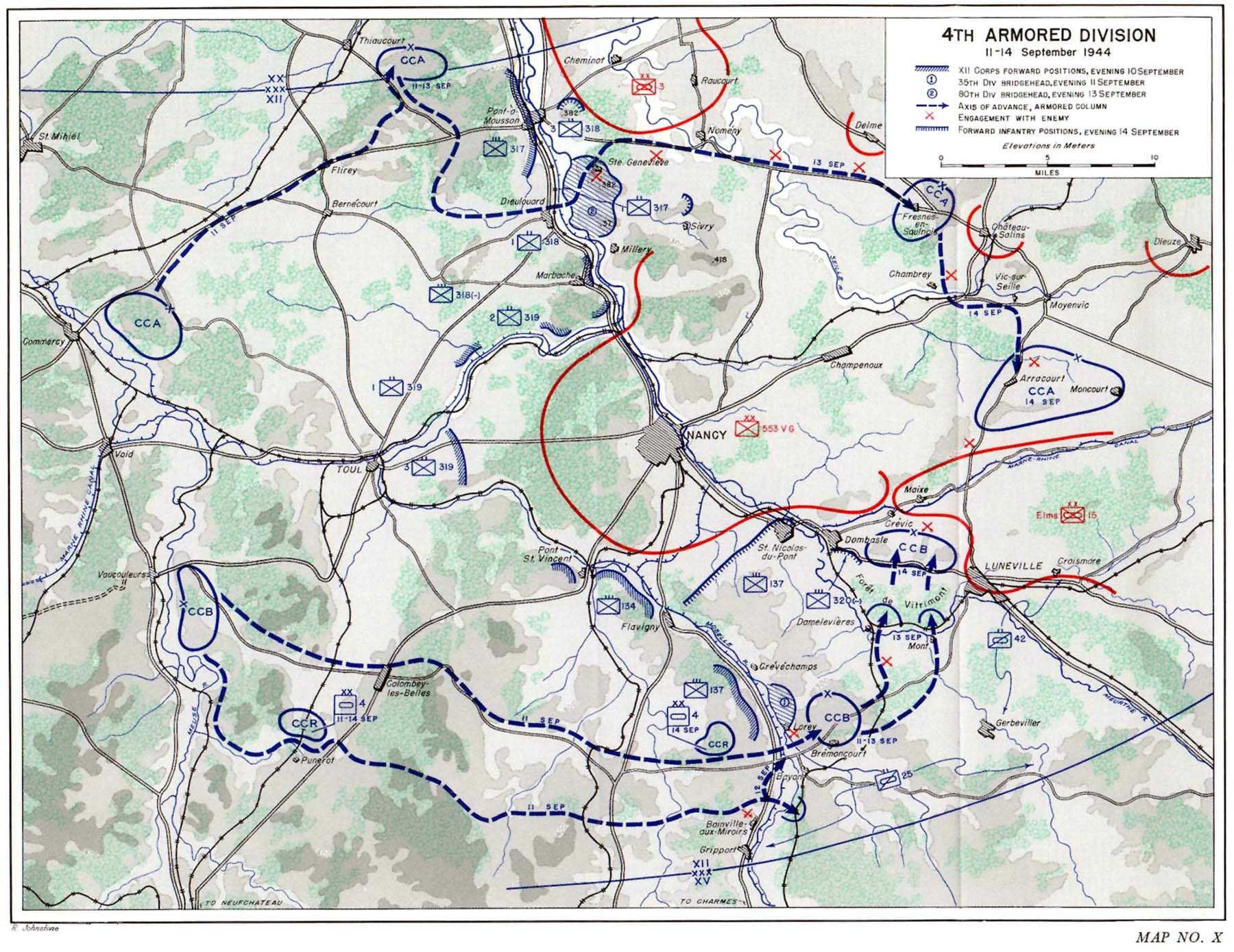
Le manovre di aggiramento della 4ª Divisione

Il 13 settembre, il 37º Battaglione Carri raggiunse Fresnes-en-Saulnois, un paese 5 km a ovest di Château-Salins. Il giorno seguente gli ordini cambiarono e al CCA fu ordinato di catturare il pendio pressoArracourt, tagliando la ritirata alle truppe tedesche di Nancy. Giunti nell'area, il CCA incontrò e fece ritirare alcune truppe della 15. Panzergrenadierdivision con perdite leggere; in seguito il CCA si posizionò sulla difensiva, verso est, da cui poteva infastidire i tedeschi, inviando alcune unità ad incontrarsi con le pattuglie del CCB vicino al canale Marna-Reno. Complessivamente il raid ebbe successo e gli americani presero 400 prigionieri e distrussero oltre 160 veicoli e 10 pezzi d'artiglieria da 88 mm. Il giorno seguente il CCA dovette affrontare un pesante contrattacco a Dieulouard, dovendo richiedere il supporto di un battaglione di fanteria e una compagnia di carri per respingere i tedeschi.
Dopo che il CCB ebbe attraversato il Mosella, a sud, i tedeschi si ritrovarono senza difese naturali e si ritirarono nella Forêt de Vitrimont (48°34′48″N 6°25′48″E), lungo il fiume Meurthe. I tedeschi ebbero poco tempo per preparare le difese nell'area e furono respinti ulteriormente indietro quando il CCB attraverso il Meurthe, il 14 settembre; il grosso delle forze tedesche cadde a Lunéville. L'incontro tra le forze del CCA e del CCB sul canale Marne-Rhin, quella notte, completò l'accerchiamento.

## La liberazione di Nancy
L'accerchiamento di Nancy ostacolò il già autorizzato ritiro delle truppe tedesche dalla città, autorizzazione giunta il 13 settembre dal generale Johannes Blaskowitz, comandante del Gruppo d'Armata.
Il 320º e il 137º Reggimento americano uscirono dalla testa di ponte da Bayon e avanzarono verso il fiume Meurthe, attraversandolo la sera del 14 settembre. Entro il 16 settembre, il 320º Reggimento aveva attraversato il canale Marna-Reno mentre il 137º gli si era avvicinato, presso Saint-Nicolas-de-Port. A questo punto, si fece sentire la resistenza della 553. Volksgrenadierdivision e i due reggimenti si ritrovarono sotto un fuoco pesante.
Il 14 settembre, il 319º Reggimento di Fanteria era pronto ad avanzare verso Nancy. La Resistenza francese informò l'intelligence americana che i tedeschi avevano evacuato la Forêt de Haye (48°41′39″N 6°05′24″E), così, il 15 settembre, il 3º Battaglione del 319º Reggimento entrò a Nancy lungo la strada che giungeva da Toul senza trovare alcuna opposizione.

## Conseguenze
La cattura di Nancy procurò agli Alleati un importante centro di comunicazione in Francia e la città divenne in seguito la guarnigione del Quartier Generale della 3ª Armata americana. La maggior parte dei difensori tedeschi di Nancy riuscirono a fuggire dall'accerchiamento e furono in grado di riposizionarsi a difesa dell'Alsazia-Lorena. Il successo del XII Corpo d'Armata americano nell'attraversare il Mosella, presso Nancy, fu la causa del seguente contrattacco della 5. Panzerarmee tedesca, nella battaglia di Arracourt.